# Майор Пейн
«Майор Пейн» (англ. Major Payne) — американська комедія 1995 року.
Майору Бенсону Пейну ніяк не присудять звання полковника з однієї причини — він вміє тільки вбивати, ні на що інше просто не здатний. Його відправляють у відставку, але робота в поліції йому не підходить, та несподівано Пейн отримує пропозицію стати інструктором з військової підготовки у школі.

## Сюжет
Майор Бенсон Пейн — ветеран війни в Південній Америці, прямолінійний та прагматичний боєць. Він не уявляє себе без війни, але командування повідомляє, що бої скінчились. Пейн намагається знайти роботу в поліції, думаючи знайти там криваві перестрілки. Проте там плине доволі розмірене життя, а майор звик усе вирішувати боєм. Знайомий знаходить Пейну роботу в школі.
Шкільний директор Філіпс не переймається хто такий Пейн і погоджується дати йому будь-яку роботу. Майор набирає групу школярів для стройової підготовки, щоб натренувати їх для військових ігор штату. Діти спершу не сприймають його серйозно, та Пейн швидко влаштовує їм сувору муштру. Майору дістаються невиховані діти, звиклі до безвідповідальних інструкторів. Тоді Пейн наказує їм усім поголити голови, роздає кожному клички та вимагає на будь-що брати в нього дозвіл, навіть на піти в туалет.
Шкільна канцлер Емілі Велбурн зауважує, що Пейн надто вимогливий до дітей. Вона пропонує свою допомогу, та Пейн не слухає. Він поселяє дітей у вогкому бараці, влаштовує тренування в зливу та лякає їх гранатою. Діти задумують помстися та підкласти Пейну в обід проносне. Та на подив дітей, на майора це не діє. Тоді школярі вирішують звинуватити Пейна в сексуальних домаганнях, підклавши йому в ліжко хлопця, переодягненого дівчиною, та зробивши фото. Але й тут їх чекає несподіванка — Пейн спить з розплющеними очима і несподівано прокидається. За це майор примушує їх ходити в сукнях.
Емілі критикує Пейна та дає йому книгу про виховання. Втім, майор розуміє написане там по-своєму. Наприклад, «розстрілює» чудовисько, яке нафантазував найменший учень на прізвисько Тигр. Школярі викликають кремезного байкера «розібратися» з інструктором. Пейн легко долає байкера і погоджується покинути школу, якщо діти виконають його умову — принести Веллінгтонський трофей.
Дітям потрібно вночі пробратися в будівлю та викрасти нагороду. Найменший учень не наважується піти. Тоді Пейн розповідає йому казку про «паровозика, який зміг», переінакшивши її на свій лад. Вражена його артистизмом, Емілі запрошує Пейна повечеряти разом. Майор, не звиклий поводитися з жінками, не знає ектикету, але зацікавлює Емілі своїм досвідом. Вона намагається довідатись що цікавить Пейна та відкриває, що він вправно танцює. Пейн дарує їй на пам'ять кулю та усвідомлює, що Емілі подобається йому.
Тим часом діти потрапляють у пастку — Пейн заздалегідь повідомив про злодюжок. Майор дає зрозуміти, що трофей можна тільки заслужити, а для цього треба наполегливі тренування. Несподівано Пейна кличуть назад в армію — на присудження звання підполковника.
Наближаються військові ігри, команда Пейна вирішує вибороти-таки трофей. На іграх між учнями з двох команд стається бійка, а розсудити їх немає кому. Команду Пейна ледь не дискваліфікують. Майор вирішує, що діти важливіші для нього за військову службу, тому прибуває на місце ігор, де заступається за свою команду. Потім Пейн незграбно освідчується Емілі в коханні. Хлопці виграють кубок.
Пейну дають нових підопічних. Один з них сліпий із собакою повадирем поводиться на думку майора зухвало. За що він стриже хлопця разом з собакою.

## У ролях
- Деймон Веянс — майор Бенсон Пейн
- Майкл Айронсайд — підполковник Стоун
- Скотт Бігелоу — Величезний байкер
- Йода Блейр — кадет Брайан
- Орландо Браун — кадет Кевін «Тигр» Данн
- Пейтон Чессон-Фол — кадет сержант Джонсон
- Стівен Коулмен — кадет Леланд
- Марк Конвей — сержант поліції
- Девід ДіХарт — Веллінгтон кадет Captain
- Джошуа Тодд Дівелі — Новий кадет
- Роберт Фараоні мол. — солдат
- Майкл Габел — лейтенант Вайсман
- Альберт Холл — генерал Декер
- Вільям Хіккі — доктор Філліпс
- Росс Бікеллl — полковник Бреггарт
- Р.Дж. Нолл — сліпий новий кадет
- Ендрю Лідз — кадет Дотсон
- Дін Лорі — містер Шипман
- Марк В. Медісон — кадет Фокс
- Бред Мартін — MP
- Стівен Мартіні — кадет Алекс Стоун
- Кріс Оуен — кадет Вуліджер
- Керін Парсонс — Емілі Велбурн
- Сеймур Свон — солдат
- Леонард Л. Томас — поранений солдат
- Хехтер Убаррі — лідер партизан
- Керолін Волкер — міс Гудман
- Деміен Веянс — кадет Дік Вільямс
- Р. Стефен Вайлз — кадет Хеткот
- Кріс Вільямс — стрілець
- Томмі Вайлз — кадет
- Аль Серулло — пілот вертольота
- Джон Луіс Фішер — пілот вертольота
- Патрік Родні Барнс — важкоатлет
- Кертіс Буш — терорист

в титрах не вказані
- Кріс Гілмор — підполковник
- Джефф МакБаф — спортивний фанат
- Чакс — солдат